# عباس قاسمیان
عباس قاسمیان بازیکن سابق تیم ملی والیبال مردان ایران، و کارشناس فعلی والیبال اهل ایران است. از افتخارات عباس قاسمیان با تیم ملی می‌توان به کسب مدال نقره بازی‌های آسیایی ۲۰۰۲ بوسان اشاره کرد. وی نزدیک به ده سال عضو ثابت تیم ملی والیبال ایران بود. قاسمیان مدتی هم به عنوان کمک مربی در تیم ملی نوجوانان ایران فعالیت کرد. وی در لیگ سال ۱۳۸۰ والیبال کشور به همراه تیم صنام تهران به مقام قهرمانی رسید.

## بن مایه
1. ↑  «Www.ParsSport.Ir». web.archive.org. 2007-10-17. بایگانی‌شده از اصلی در ۱۷ اكتبر ۲۰۰۷. دریافت‌شده در 2019-07-23. تاریخ وارد شده در |archive-date= را بررسی کنید (کمک)

- قاسمیان و خداحافظی از تیم ملی والیبال ایران
- دیدار تیم والیبال هنرمندان با مازندرانی‌ها
- قاسمیان؛ کاپیتان جدید والیبال برق تهران
- عباس قاسمیان در کادر فنی تیم والیبال راه مازندران